# Siegmund Turteltaube
Siegmund Turteltaube (geboren 15. Dezember 1960 in Forst (Brandenburg)) ist ein ehemaliger deutscher Behindertensportler.

## Lebenslauf
Siegmund Turteltaube stammt aus dem Bundesland Brandenburg. Er besuchte die Brandenburgische Schule für Blinde und Sehbehinderte. Weil er sich sehr für Leichtathletik interessierte, spezialisierte er sich besonders für die Disziplin Diskus, in der er derart erfolgreich war, dass er in die deutsche Behindertennationalmannschaft berufen wurde.

## Sportliche Erfolge
Mit der deutschen Olympiamannschaft nahm er 1992 an den Paralympischen Sommerspielen in Barcelona teil, bei denen er im Diskus einen zweiten Platz belegte und damit eine Silbermedaille gewann. Für diesen Erfolg wurde er vom Bundespräsidenten mit dem Silbernen Lorbeerblatt ausgezeichnet: ... am 23. Juni 1993 zeichnete Bundespräsident von Weizsäcker behinderte und nicht behinderte Sportler, und zwar die Medaillengewinner der Olympischen und Paralympischen Spiele 1992, mit dem Silbernen Lorbeerblatt aus ...
Auch bei den 1996 durchgeführten Paralympischen Sommerspielen war er dabei und erkämpfte sich erneut im Diskuswurf den zweiten Platz und damit eine zweite Silbermedaille. Auch für diesen Erfolg erhielt er ein Silbernes Lorbeerblatt.
Siegmund Turteltaube wurde 1985, 1987, 1989 Europameister und gewann 1990 den Weltmeistertitel. Er beendete seine Sportkarriere 2000 bei den Paralympics in Sydney (6. Platz).

## Weblink
- https://www.paralympic.org/siegmund-turteltaube Profil auf der Website der Paralympischen Bewegung

| Personendaten    | Personendaten                 |
| ---------------- | ----------------------------- |
| NAME             | Turteltaube, Siegmund         |
| KURZBESCHREIBUNG | deutscher Behindertensportler |
| GEBURTSDATUM     | 15. Dezember 1960             |
| GEBURTSORT       | Forst (Brandenburg)           |